# Zovi Do
Zovi Do ist ein Ortsteil der Gemeinde Nevesinje im Süden von Bosnien und Herzegowina. Der Ort befindet sich 55 Kilometer südöstlich von Mostar sowie etwa 20 Kilometer südlich von Nevesinje.

## Klima
Die Sommer in dieser hügeligen Region der Herzegowina sind sehr trocken und heiß, die Winter niederschlagsreich und sehr kalt.